# English As She Is Spoke
『English as She Is Spoke』とは19世紀に書かれたポルトガル語による英会話表現集の書名であり、英語圏ではこのタイトルで繰り返し出版されたため一般に知られるようになった。著者はペドロ・カロリノとジョゼ・ダ・フォンセッカの二人とされているが、ポルトガル語の会話表現を英訳した箇所がまったくの支離滅裂であるため、「かつてないほど酷い外国語会話集」とも称され、意図せざるユーモアの古典的な例として有名になった。例えばポルトガル語の熟語に「chover a cântaros」という言葉があり、これを英熟語で訳すならば「raining buckets」（バケツをひっくり返したような雨）となるところが、本書では「raining in jars」（瓶に降っているような雨）となっている。

## 出版
フォンセッカたちの本は1855年に『新葡英会話表現集全二部』(O Novo Guia da Conversação, em Português e Inglês, em Duas Partes）という書名でパリの出版社から初めて世に出された。しばらくしてこの本の奇妙な内容が話題を集め、1883年にイギリスとアメリカで「English as She Is Spoke」というタイトルがつけられた英語版がそれぞれに出版された。アメリカ版は小説家のマーク・トウェインが序文を書いたことでも知られている。その後この本は両国で繰り返し再版されており、少なくとも14種類の版が存在する。
著者として名前が挙がる二人のうちジョゼ・ダ・フォンセッカ（1788年 - 1866年）は翻訳や辞典の編纂に携わっている世評の高い言語学者である。ペドロ・カロリノの正体についてははっきりとはわかっていないが、何冊かクリストフ・フォン・シュミットの翻訳を残しているペドロ・カロリノ・ドゥアルテではないかとされている。フォンセッカは問題の会話集が出る前の1836年に『新仏葡会話表現集』（O Novo guia da conversação em francês e português）を出版しており、1853年にその増補版を出していた。この本はポルトガルとブラジルの学習者にとってたいへん役立つものだったといわれており、その英語版が出ることも自然の成り行きだったといえる。
この2冊の語学書は同じ構成をとっており、ポルトガル語の原文も同じものを使っていて、ただフランス語の部分が英語に置き換えられ、発音を再現する文字が並べられている点が異なっていた。そしてポルトガル語と1箇所だけ残っているフランス語は完璧な文章のままで、英語に関する部分だけが破綻していた。すでに1883年のイギリス版につけられた序文において、著者は英語を知らぬまま仏英辞書を片手に一語一語を直訳していったという推測が述べられている。2002年には当時UCLAの言語学部に在籍していたアレクサンダー・マクブライドが、この本は共著というよりもペドロ・カロリノが勝手にポルトガル語-フランス語の会話集から翻訳したもので、フォンセッカは関与していない可能性を指摘している。
二人の名前で出版された語学書はフォンセッカの存命中すでに「語学力よりもユーモアを提供してくれる」書物と考えられており、彼が亡くなるまで再版されることはなかった。しかしその死後まもなく、カロリノが今度は自分一人の名前で新たな版を出しており、しかも北京で出版されたことがわかっている。

## 受容
To Inform One'self of a Person

How is that gentilman who you did speak by and by?

Is a German.

I did think him Englishman.

He is of the Saxony side.

He speak the french very well.

Tough he is German, he speak so much well italyan, french, spanish and english, that among the Italyans, they believe him Italyan, he speak the frenche as the Frenches himselves. The Spanishesmen believe him Spanishing, and the Englishes, Englishman.

英語版が出版される前から、イギリスやアメリカでは様々な雑誌に抜粋が掲載されて本の存在は知られていた。マーク・トウェインも1860年代の初めにはこの本に関心を持っていたと言われている。1883年にボストンのオスグッド社から完全版が出版されると、彼は自分が序文を書いたこの本を知り合いたちに送っただけでなく、ヴィクトリア女王に献本することまで考えていた。そのトウェインの序文は本書の「ダイアローグ17」からの引用に対する次のような言葉で締めくくられている。「最後の一文〔It is difficult to enjoy well so much several langages.〕には一般的な真理が含まれている。けれどそれを一個人に限定したり、あてはめたとたんに真理は真理であることをやめてしまう―ただしその個人というのはセニョール・ペドロ・カロリノでなければならない。この本の著者が私のためにもとの言葉から彼のはりぼての英語に訳してくれるのなら、たとえ千の言語があったとしても私は「"to enjoy well so much several langages"」することが難しいと考えたりはしないだろうと思うのだ」。
「English as She Is Spoke」やこの本の人気にあやかって出版された「English as she is wrote」(1883年）は、かつてアメリカに紹介したマーク・トウェインが驚くほどの影響力を持ち、この本の体裁や内容を真似る人間が後をたたなかった。そして今日でも「English as she is spoke」という言葉は酷い英文の典型として言葉遊びのように用いられている 。イギリスのエコノミスト誌もこの言葉をパロディした記事名をつけたことがある。